# Coeloplana mesnili
Coeloplana mesnili är en kammanetart som beskrevs av Dawydoff 1938. Coeloplana mesnili ingår i släktet Coeloplana och familjen Coeloplanidae. Inga underarter finns listade i Catalogue of Life.